# Djebel Sidi Aïch
 (août 2018).
Si vous disposez d'ouvrages ou d'articles de référence ou si vous connaissez des sites web de qualité traitant du thème abordé ici, merci de compléter l'article en donnant les références utiles à sa vérifiabilité et en les liant à la section « Notes et références ».
Le djebel Sidi Aïch (arabe : جبل سيدي عيش), ou mont Sidi Aïch, est une montagne située dans le centre-ouest de la Tunisie, entre les gouvernorats de Sidi Bouzid, Kasserine et Gafsa.